# Boisney
Boisney – miejscowość i gmina we Francji, w regionie Normandia, w departamencie Eure.
Według danych na rok 1990 gminę zamieszkiwało 276 osób, a gęstość zaludnienia wynosiła 48 osób/km² (wśród 1421 gmin Górnej Normandii Boisney plasuje się na 634. miejscu pod względem liczby ludności, natomiast pod względem powierzchni na miejscu 630.).